# Coon Rapids (Minnesota)
Coon Rapids é uma cidade localizada no estado americano de Minnesota, no Condado de Anoka.

## Demografia
Segundo o censo americano de 2000, a sua população era de 61.607 habitantes.
Em 2006, foi estimada uma população de 62.207, um aumento de 600 (1.0%).

## Geografia
De acordo com o United States Census Bureau tem uma área de
60,4 km², dos quais 58,7 km² cobertos por terra e 1,7 km² cobertos por água. Coon Rapids localiza-se a aproximadamente 274 m acima do nível do mar.

## Localidades na vizinhança
O diagrama seguinte representa as localidades num raio de 8 km ao redor de Coon Rapids.